# Кодикология

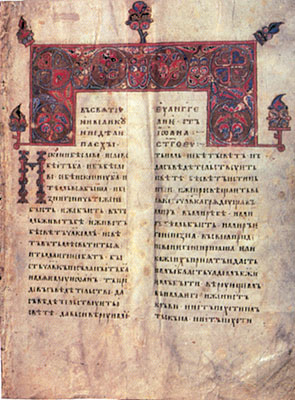
Лист «Мстиславова Евангелия» с заставкой. Не позднее 1117 года. ГИМ

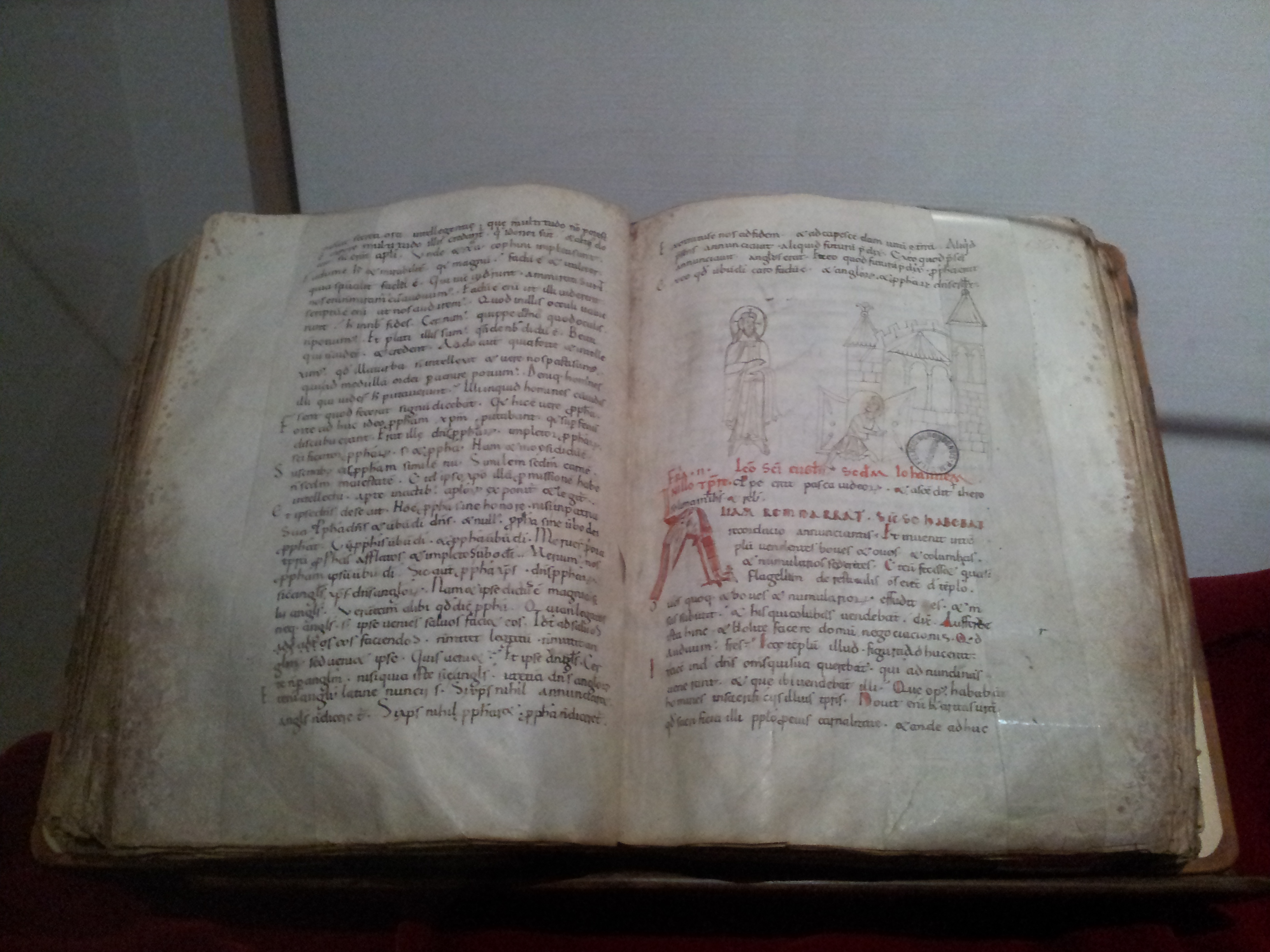
Гомилии Беды Достопочтенного. XI век. Музей искусств в Жироне

Кодиколо́гия (англ. Codicology, фр. codicologie; от лат. codex, генитив codicis, «книга» + греч. λόγος — «слово, наука») — научная дисциплина, предметом которой является изучение рукописных книг. Ведутся дискуссии, причислять ли кодикологию к вспомогательным историческим дисциплинам, либо считать её разделом палеографии, либо самостоятельной комплексной наукой.
Основы кодикологии заложены в XVIII веке Бернаром де Монфоконом (который именовал свою науку «палеографией», впервые предложив это название). Термин «кодикология» ввёл в 1949 году французский учёный-византинист Альфонс Дейн, на Западе также используются термины «кодикография» (фр. codicographie) и «археология книги» (фр. archéologie du livre) или «археология рукописи» (итал. archeologia del manoscritto). Координацией кодикологических исследований занимается парижский Институт исследования и истории текстов, основанный в 1937 году.
Кодикологи изучают историю создания и прослеживают исторические судьбы и бытование рукописных книг, выясняют их роль в истории культуры, занимаются описанием рукописей и составлением их каталогов. Изучается материальная сторона рукописных книг: пергамент и бумага, на которой они написаны, филиграни (водяные знаки на бумаге), переплеты, украшения, миниатюры, изменения в пространстве и во времени графики письма, почерки отдельных писцов, профессиональный и социальный состав корпорации писцов. Исследуется состав рукописных сборников, история их текстов. Важной задачей является установление времени написания и авторов рукописных книг в тесной связи с археографией, библиографией, источниковедением, литературоведением, палеографией и текстологией.

## Предмет и терминология

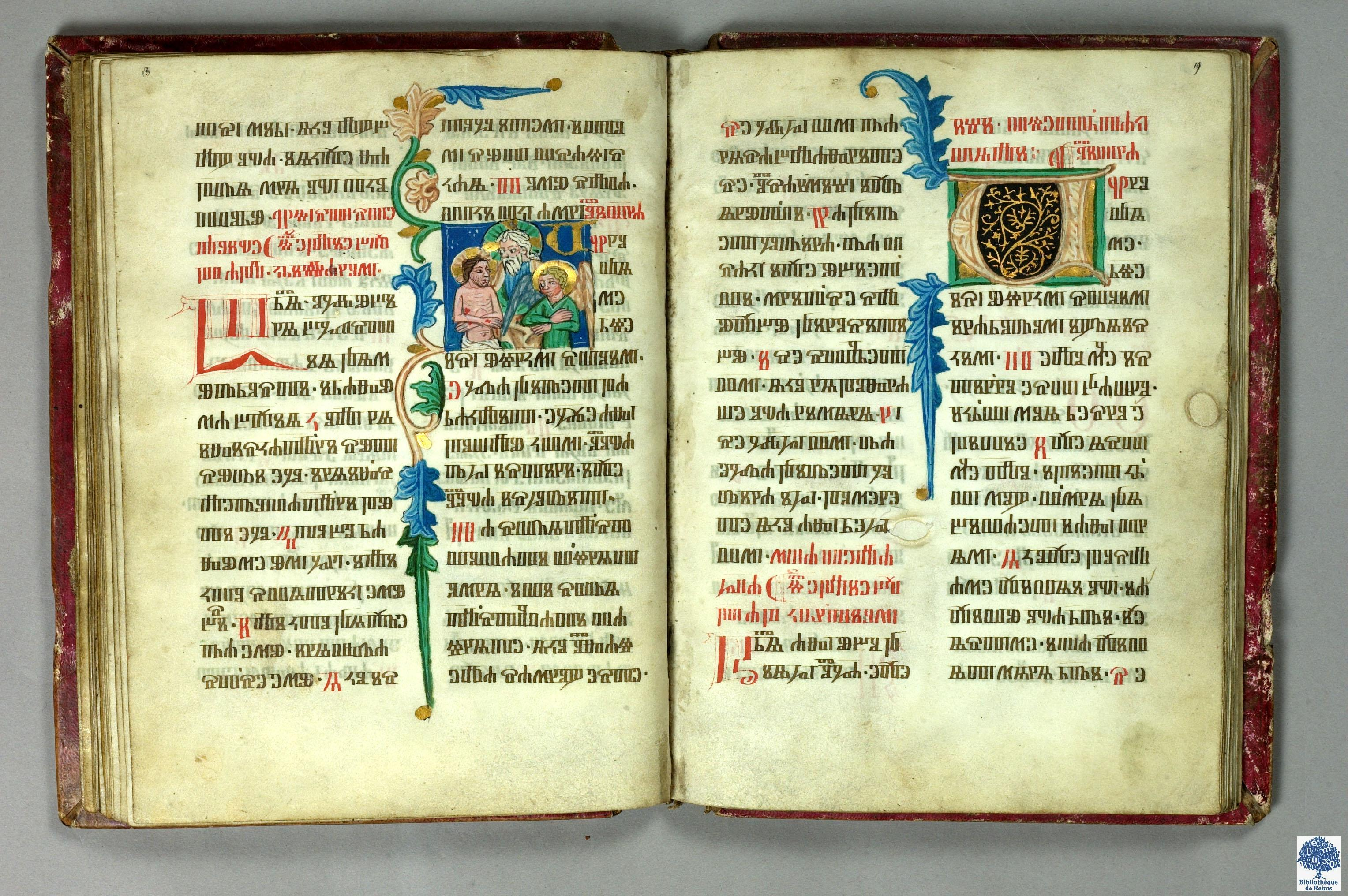
Разворот Реймсского Евангелия c глаголическим текстом. Около 1395 года, Библиотека Карнеги (Реймс)

Современная кодикология появилась в 1946 году, когда в Бельгии усилиями Камиля Гаспара (1876—1960), Фредерика Лина и Франсуа Масэ, был основан международный журнал Scriptorium, сосредоточивший публикацию обзоров и каталогов средневековых манускриптов. В 1949 году вышла монография «Манускрипты» Альфонса Дейна (также издавалась в 1964 и 1975 годах), в которой и был введён термин «кодикология» как обозначение автономной дисциплины, посвящённой изучению рукописей. Старший современник Дейна Шарль Самаран предпочитал использовать термин «кодикография», а Ф. Масэ оперировал понятием «археология книги». В словаре Ларусса термин «кодикология» фиксируется с 1959 года.
Палеограф Марилена Маньячи (Университет Кассино и Южного Лацио) утверждала, что кодикология — более узкое и ограниченное понятие, нежели «археология книги», а сама эта дисциплина относительно недавнего происхождения. Несмотря на то, что материальное исследование древних и средневековых кодексов интересовало ещё антиквариев XVIII века, особенно Монфокона, долгое время рукописные книги рассматривались не более как «вместилище текста». Принципиальным отличием кодикологии является её комплексный характер, связанный с реконструкцией существования каждой конкретной рукописи и интеллектуальной историей. При этом рукописная книга является предметом изучения филологов и историков литературы, церковной истории или специалистов по литургике (текст); палеографов (письмо); историков искусства (миниатюры, орнаменты и проч.), но как целостное явление ещё не подвергалась теоретической рефлексии.
Бельгийский медиевист Жак Лемер отмечал, что предмет кодикологии — собственно, кодекс — может рассматриваться в широком и более узком смысле. Кодекс — это рукописный материальный объект, носитель информации, техническая форма которого именуется ныне книгой. Кодикология в широком смысле представляет «археологию рукописной книги», изучение индивидуальной истории каждой рукописи, реконструкция биографий писцов и заказчиков рукописей, история библиотек и книжных собраний, и их владельцев, что позволяет описывать и понимать интеллектуальную жизнь эпохи и эволюцию менталитетов. Кодикология в узком смысле обозначает дисциплину, сосредоточенную на различных аспектах создания материальной основы кодекса. Кодикологическое исследование призвано отвечать на вопросы как, когда, где и для чего была изготовлена данная конкретная рукопись, за чей счёт и по чьему заказу. Шарль Самаран обозначал это понятием «ремесленная техника рукописи». Франсуа Масэ в 1950 году выделял три базовых задачи кодиколога: 1) реконструкция процесса изготовления блока книги; 2) реконструкция процесса переписывания текста; 3) восстановление истории
бытования кодекса. Альфонс Дейн в данном контексте не отделял кодикологию от палеографии. В докладе на X Мюнхенском конгрессе византинистов (1958) А. Дейн отмечал, что предмет кодикологии — это изучение истории отдельных рукописей, исследование книжных собраний и мест хранения рукописей, проблемы каталогизации и составление справочников, изучение бытования и функциональных особенностей рукописей, а также торговли ими. Палеография подразумевает изучение письма и писчего материала, создания книги, её иллюстрирование, и проч. При всех различиях, исследователи подчёркивали, что кодикология сосредоточена на книгах, изготовленных индивидуально, артизанским путём. Впрочем, нередко встречается и определение «кодикологии инкунабул», так как в Европе XV—XVII веков печатные и рукописные книги сосуществовали, оказывая сильное воздействие на оформление друг друга: сначала вид печатных книг следовал рукописной традиции, затем манускрипты стали создаваться по образцу печатных книг, вплоть до изготовления рукописных копий типографской продукции.
Палеография и кодикология дополняют друг друга. Палеографы, занимаясь развитием формы письменных знаков, помогают деятельности кодикологов, которые должны определить время создания рукописи, идентифицировать автора, писца или скрипторий. Кодикологическое исследование направлено на изучение производственных процессов, используемых в определённое время и в определённой среде, и приведших к созданию конкретной рукописи. По объекту исследования палеография шире кодикологии. Особенностью методики кодикологического анализа является её комплексность. В зависимости от цели исследования, кодикология пользуется методическими приемами, свойственными палеографии, филиграноведению, дипломатике, текстологии, эпиграфике, архивоведению, библиотековедению и другим специальным историческим дисциплинам.
Большой вклад в кодикологию восточнославянских рукописных книг внесли И. И. Срезневский, Е. Ф. Карский, О. А. Добиаш-Рождественская, А. Д. Люблинская, Л. В. Черепнин, И. Н. Лебедева, Л. И. Киселева и др.
В России кодикологические исследования ведутся в отделах рукописей крупнейших библиотек и музейных собраний, в частности ГИМ, РНБ (СПб.), РГБ и др.